# اچ‌ام‌اس گلاستر (۱۷۱۱)
اچ‌ام‌اس گلاستر (۱۷۱۱) (به انگلیسی: HMS Gloucester (1711)) یک کشتی بود که طول آن ۱۳۰ فوت (۳۹٫۶ متر) بود.